# Göteborger Konzerthalle

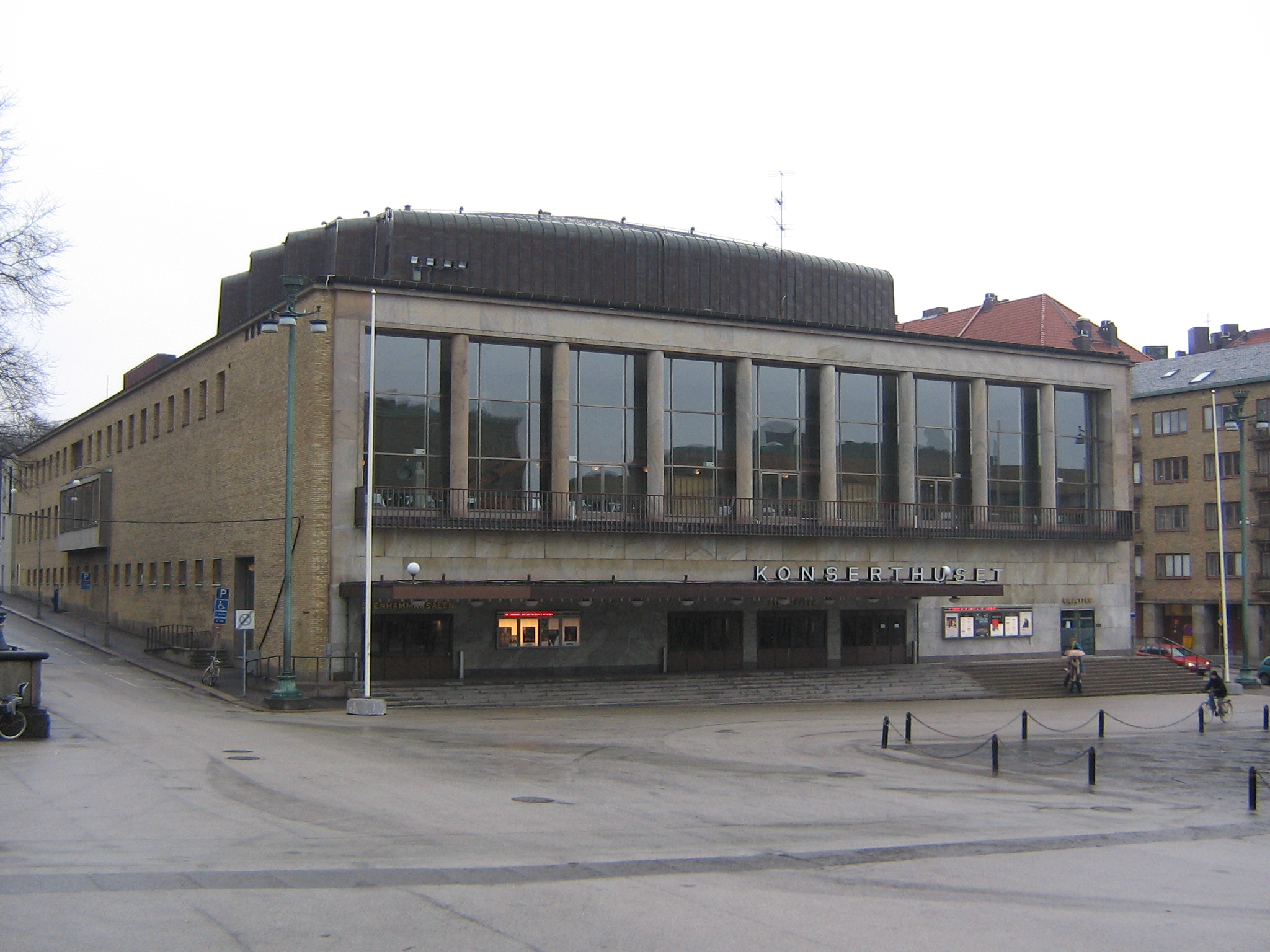
Konserthuset

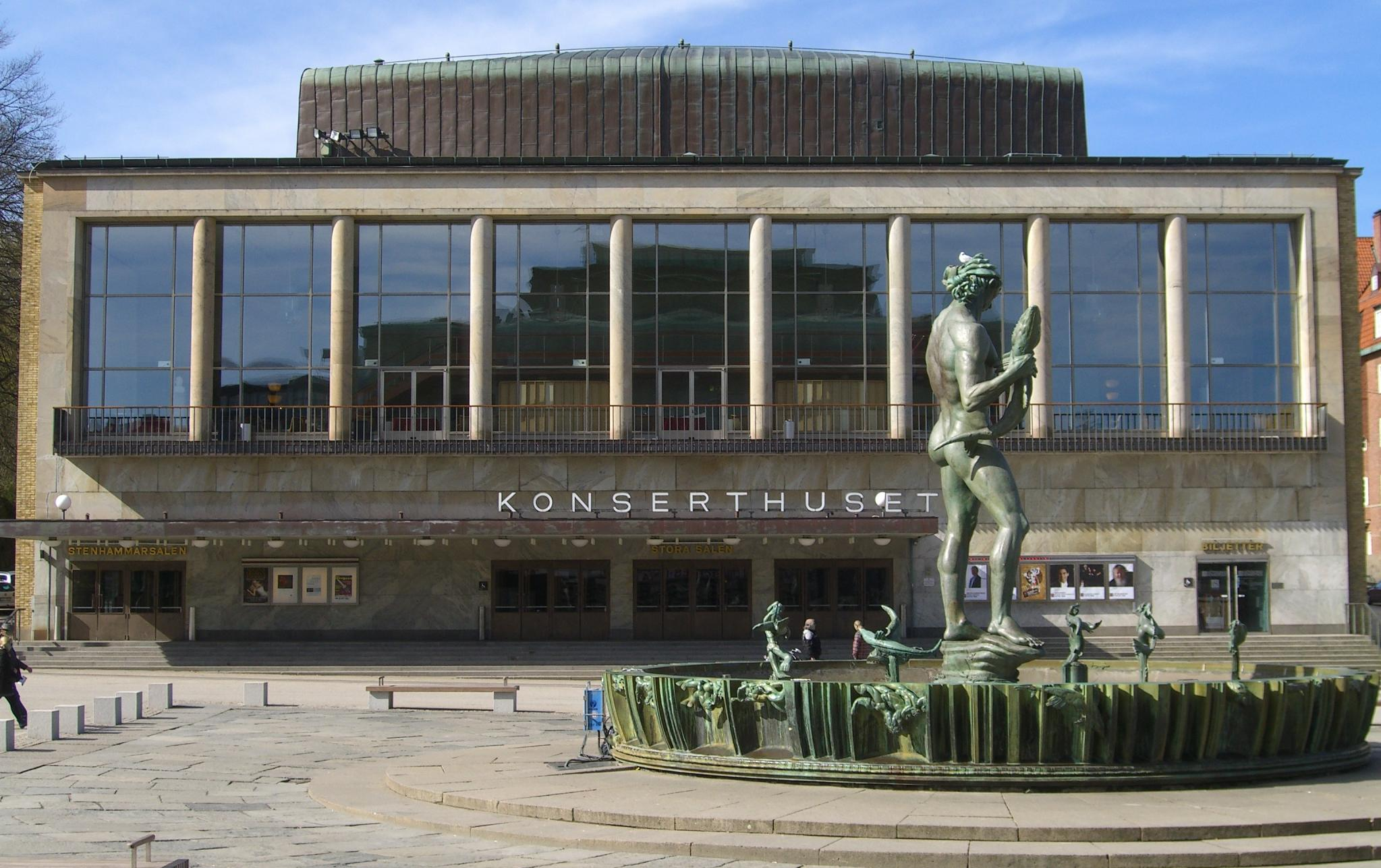
Konserthuset, Poseidon-Skulptur

Die Göteborger Konzerthalle (schwedisch: Göteborgs konserthus) wurde vom schwedischen Architekten Nils Einar Eriksson geplant und  1935 am Götaplatsen errichtet. Mit Museen und anderen Kultureinrichtungen bildet die Konzerthalle die Umrahmung des Götaplatsen, dessen Mittelpunkt die Poseidon-Skulptur des Bildhauers Carl Milles bildet. Der große Hauptsaal, „Stora Salen“, bietet Plätze für 1.247 Gäste, der Nebensaal, „Stenhammarsalen“, wird für kleinere Kammerkonzerte genutzt. Die Halle wird unter anderem von den Göteborger Symphonikern genutzt.

## Geschichte
Der heutige Bau am Götaplatsen konnte mit Hilfe einer großen Spende von Caroline Wijk in Höhe von 700.000 SEK erbaut werden. Nötig wurde der Neubau, weil die alte Konzerthalle von 1901 am 13. Januar 1928 bis auf die Grundmauern niedergebrannt war. Ursache des Feuers war eine Fehlfunktion der Heizung.

## Baubeschreibung
Der sachliche Bau hat eine rechteckige Grundfläche. Die Vorderfront zum Götaplatsen ist horizontal in drei Teile gegliedert: das Erdgeschoss mit überdachtem Eingangsbereich in der Mitte „Stora Salen“ und links „Stenhammarsalen“ sowie den nicht überdachten Zugang zum Eintrittskartenverkauf rechts. Im Hauptgeschoss ist das Foyer untergebracht, welches zum Platz hin mit einer Glasfront versehen ist. Davor ist ein Balkon angeordnet auf den acht Säulen stehen, welche mit der Fassade abschließen. Im Erd- und Hauptgeschoss sind alle Fassadenflächen mit Naturstein verkleidet. Der dritte Bereich ist die Dachpartie: ein aufgesetzter mit Kupferblechen verkleideter Körper, welcher nur die Hälfte der Gesamtbreite des Gebäudes hat. Die Seitenfassaden sind mit Klinker verblendet und als seitliche Begrenzung von vorne sichtbar.
Vom Eingangsbereich „Stora Salen“ erreichen die Besucher über zwei Treppenaufgänge rechts und links das große Foyer. Dieses wird auch für Veranstaltungen genutzt und ist bekannt für seine Fresken von schwedischen Künstlern. Direkt vom Foyer aus ist der Hauptsaal auf zwei Ebenen zu erreichen.

## Akustik
Das Konzerthaus wird wegen der guten Akustik auch für Tonaufnahmen genutzt. Bei einer Bestandsaufnahme der bis zum Kriegsende 1945 erbauten akustisch besten Konzertsäle der Welt, erhält unter Abzug der zerstörten Häuser, der Göteborger Konzertsaal den Rang 5. Der Saal hat ein Volumen von 11900 Kubikmetern und besitzt bei voller Besetzung eine Nachhallzeit von Tm= 1,7 Sekunden, bzw. Tt = 1,9 Sekunden. Zum Vergleich besitzt der Nachkriegsbau Beethovenhalle Bonn von 1959 mit 15700 Kubikmeter Volumen eine Nachhallzeit von Tm= 1,7 Sekunden, bzw. Tt = 2,0 Sekunden.

## Orgelneubau
1937 hatte die dänische Orgelbaufirma Marcussen & Søn  oberhalb des Orchesterpodiums eine Orgel eingebaut. Wegen der beengten Aufstellung konnte das Instrument seinen Klang nicht voll entfalten. Zwar wurde in den 1980er Jahren eine Renovierung durchgeführt, doch seit Beginn des 21. Jahrhunderts kam das Instrument gar nicht mehr zum Einsatz. Im Januar 2018 wurde bekannt, dass die österreichische Orgelbaufirma  Rieger ein neues Instrument erbauen soll. Dieses wurde am 15. Oktober 2021 in Anwesenheit der schwedischen Königsfamilie feierlich eingeweiht.
| I Grand Orgue C–c4 |         |
| Montre             | 16'     |
| Bourdon            | 16'     |
| Montre             | 08'     |
| Flûte harmonique   | 08'     |
| Bourdon            | 08'     |
| Viole de Gamba     | 08'     |
| Grosse Quinte      | 05 1⁄3' |
| Prestant           | 04'     |
| Flûte              | 04'     |
| Grosse Tierce      | 03 1⁄5' |
| Quinte             | 02 ⁄3'  |
| Doublette          | 02'     |
| Cornet V           | 08'     |
| Fourniture V       | 02'     |
| Cymbale IV         | 01'     |
| Bombarde           | 16'     |
| Trompette          | 08'     |
| Clairon            | 04'     |
| Saxophone          | 08'     |

| II Positif expressif C–c4 |         |
| Quintaton                 | 16'     |
| Principal                 | 08'     |
| Flûte ouverte             | 08'     |
| Cor de Nuit               | 08'     |
| Salicional                | 08'     |
| Unda Maris                | 08'     |
| Prestant                  | 04'     |
| Flûte douce               | 04'     |
| Nazard                    | 02 ⁄3'  |
| Doublette                 | 02'     |
| Tierce                    | 01 3⁄5' |
| Larigot                   | 01 ⁄3'  |
| Septième                  | 01 ⁄7'  |
| Piccolo                   | 01'     |
| Neuvième                  | 08⁄9'   |
| Onzième                   | 08⁄11'  |
| CornetV                   | 08'     |
| Plein Jeu III-IV          | 01 ⁄3'  |
| Basson                    | 16'     |
| Trompette                 | 08'     |
| Cromorne                  | 08'     |
| Trémolo                   |         |

| III Récit expressif C–c4 |         |
| Bourdon                  | 16'     |
| Diapason                 | 08'     |
| Flûte traversiere        | 08'     |
| Bourdon                  | 08'     |
| Viole de Gamba           | 08'     |
| Voix céleste             | 08'     |
| Octave                   | 04'     |
| Flûte                    | 04'     |
| Nazard harmonique        | 02 ⁄3'  |
| Octavin                  | 02'     |
| Tierce harmonique        | 01 3⁄5' |
| Fourniture IV            | 02'     |
| Cymbale III              | 02⁄3'   |
| Bombarde                 | 16'     |
| Trompette harmonique     | 08'     |
| Basson-Hautbois          | 08'     |
| Voix humaine             | 08'     |
| Clairon harmonique       | 04'     |
| Trémolo                  |         |

| IV Orchestre expressif C–c4 |        |
| Violonbasse                 | 16'    |
| Corno dolce                 | 16'    |
| Violon                      | 08'    |
| Flûte d'Orchestre           | 08'    |
| Bourdon doux                | 08'    |
| Quintaton                   | 08'    |
| Éolienne                    | 08'    |
| Voix angélique              | 08'    |
| Viole                       | 04'    |
| Flûte d' Écho               | 04'    |
| Piccolo                     | 02'    |
| Harmonia aetheria III       | 02 ⁄3' |
| Clarinette                  | 08'    |

| Solo expressif C–c4 |     |
| Cor d'Harm.         | 08' |
| Violoncelle         | 08' |
| Violoncelle céleste | 08' |
| Cor anglais         | 08' |
| Tuba magna          | 16' |
| Tuba mirabilis0     | 08' |
| Tuba Clairon        | 04' |
| Physharmonika       | 16' |
| Physharmonika       | 08' |
| Trémolo             |     |

| Bombarde C–c4    |     |
| Cor d'Harm.      | 08' |
| Tuba magna       | 16' |
| Tuba mirabilis0  | 08' |
| Tuba Clairon     | 04' |
| Trompette royale | 08' |

| Pédale expressif C–g1 |     |
| Basse acoustique      | 32' |
| Violonbasse           | 16' |
| Corno dolce           | 16' |
| Violoncelle           | 08' |
| Violon                | 08' |
| Corno dolce           | 08' |
| Physharmonika         | 16' |
| Tuba magna            | 16' |
| Tuba mirabilis        | 08' |
| Tuba Clairon          | 04' |

| Pédale C–g1      |         |
| Basse acoustique | 64'     |
| Soubasse         | 32'     |
| Flûte            | 16'     |
| Montre           | 16'     |
| Soubasse         | 16'     |
| Grosse Quinte    | 10 2⁄3' |
| Flûte            | 08'     |
| Principal        | 08'     |

| (Fortsetzung)   |         |
| Grosse Tierce   | 06 2⁄5' |
| Quinte          | 05 1⁄3' |
| Grosse Septième | 04 ⁄7'  |
| Flûte           | 04'     |
| Bombarde        | 32'     |
| Bombarde        | 16'     |
| Basson          | 16'     |
| Trompette       | 08'     |
| Clairon         | 04'     |